# Люткувка-Друга
Люткувка-Друга (пол. Lutkówka Druga) — село в Польщі, у гміні Мщонув Жирардовського повіту Мазовецького воєводства.
Населення — 95 осіб (2011).
У 1975-1998 роках село належало до Скерневицького воєводства.

## Демографія
Демографічна структура станом на 31 березня 2011 року:
|          | Загалом | Допрацездатний вік | Працездатний вік | Постпрацездатний вік |
| -------- | ------- | ------------------ | ---------------- | -------------------- |
| Чоловіки | 54      | 12                 | 36               | 6                    |
| Жінки    | 41      | 8                  | 22               | 11                   |
| Разом    | 95      | 20                 | 58               | 17                   |